# Christian Wilhelm Westerhoff
Christian Wilhelm Westerhoff (n. 1763 en Osnabrück, † 26-1-1806, en Bückeburg) fue un compositor alemán del Clasicismo

## Biografía
Es poco lo que se sabe de la corta vida de Westerhoff. Era hijo de Heinrich Philipp Westerhoff, que desempeñó el cargo de Stadtmusik (Músico de la ciudad) en Osnabrück y de Hofmusikant (Músico de la Corte) del conde Ludwig Wilhelm zu Bentheim und Steinfurt. Westerhoff se incorporó en 1786 como violinista y contrabajista a la orquesta de la corte condal, en Burgsteinfurt (actualmente Steinfurt, en el land de Renania del Norte-Westfalia), donde permaneció hasta 1790. Después de unos años haciendo giras como virtuoso, ocupó en 1795 el cargo de Konzertmeister (Director musical) en la corte de la landgravina Juliana de Hesse-Philippsthal, condesa regente de Schaumburg-Lippe, en Bückeburg, un puesto que poco antes había dejado vacante a su muerte el compositor Franz Christoph Neubauer, quien a su vez había sucedido a su fallecimiento, ese mismo año, a uno de los hijos de Johann Sebastian Bach, Johann Christoph Friedrich, conocido como "el Bach de Bückeburg". En esta pequeña ciudad de Baja Sajonia permaneció Westerhoff hasta su muerte en 1806, a los 42 o 43 años de edad.

## Obra musical
Del mismo modo que Westerhoff se acomodó sin problemas a la tradición de los músicos como sirvientes de la corte, con la que Mozart y Beethoven habían empezado a romper,  su música permaneció fiel a los cánones del clasicismo avanzado de Haydn,  al menos en lo poco que nos ha llegado de ella, gracias en su mayor parte al archivo de la Colección de Música de Burgsteinfurt. Se ha conservado solo una sinfonía en mi bemol menor, sendos conciertos para clarinete, flauta y viola y un doble concierto para clarinete y fagot.

## Discografía
- Sinfonía - Concierto para clarinete - Doble concierto
Sebastian Manz (clarinete); Albrecht Holder (fagot)
Orquesta Sinfónica de Osnabrück
Hermann Bäumer, director
CPO 777 598-2 (2012).